# Verzorgingsplaats De Markte
Verzorgingsplaats De Markte is een Nederlandse verzorgingsplaats gelegen aan de A28 Utrecht-Groningen tussen afritten 21 en 22 nabij Zwolle. Aan de overzijde van de weg, in de richting Groningen-Utrecht, ligt verzorgingsplaats Haerst.

## Achtergronden
De verzorgingsplaats dankt zijn naam aan De Markte (ook bekend als de Markteplas), een door mensenhanden uitgegraven meertje dat weer genoemd is naar de vroegere Haerster Markte (tegenwoordig Hessenpoort), waarin het is gelegen. Het meertje De Markte ligt vlak achter de verzorgingsplaats. Er wordt veel aan hengelsport en duiksport gedaan.
De Markte werd samen met de A28 aangelegd en was in 1970 gereed. Het kunstmatige meertje erachter werd eind jaren 60 gegraven. Met de grond die er afgegraven werd is het kanaal bij de Lichtmis deels gedempt. De A28 is met een viaduct over het kanaal aangelegd. In 2002 zijn er langs de Markte hekken geplaatst met een totale lengte van 400 meter, naar aanleiding van acties van omwonenden tegen het gebruik als homo-ontmoetingsplek. In 2005 is de parkeerplaats opgeknapt.
De verzorgingsplaats kent geen speciale voorzieningen. Wel is er straatverlichting aanwezig alsook afvalbakken en enige picknickbanken. Er zijn twee rijpaden met 3 aparte stroken voor 19 vrachtwagens die kunnen langsparkeren en een strook die ruimte biedt aan 30 schuin geparkeerde personenauto's. Vanaf de Markte kan men tegenwoordig niet meer bij het achtergelegen meertje komen, wegens een hek. Het meertje is nog wel bereikbaar door de parallel lopende Hermelenweg te nemen.
Richting Groningen: Vanenburg · Dasselaar · Leuvenhorst · Willemsbos · De Kraaienberg · Bornheim · De Markte · Dekkersland · Lageveen · Smalhorst · Peelerveld · Glimmermade
Richting Utrecht: Witte Molen · Zeijerveen · De Mussels · Panjerd · Haerst ·  't Loo · Vosbergen · De Haere · Hendriksbos · Drielander · Oldenaller · Hooglanderveen